# Mycalesis gomia
Mycalesis gomia är en fjärilsart som beskrevs av Hans Fruhstorfer 1908. Mycalesis gomia ingår i släktet Mycalesis och familjen praktfjärilar. Inga underarter finns listade i Catalogue of Life.